# 全国農業協同組合中央会

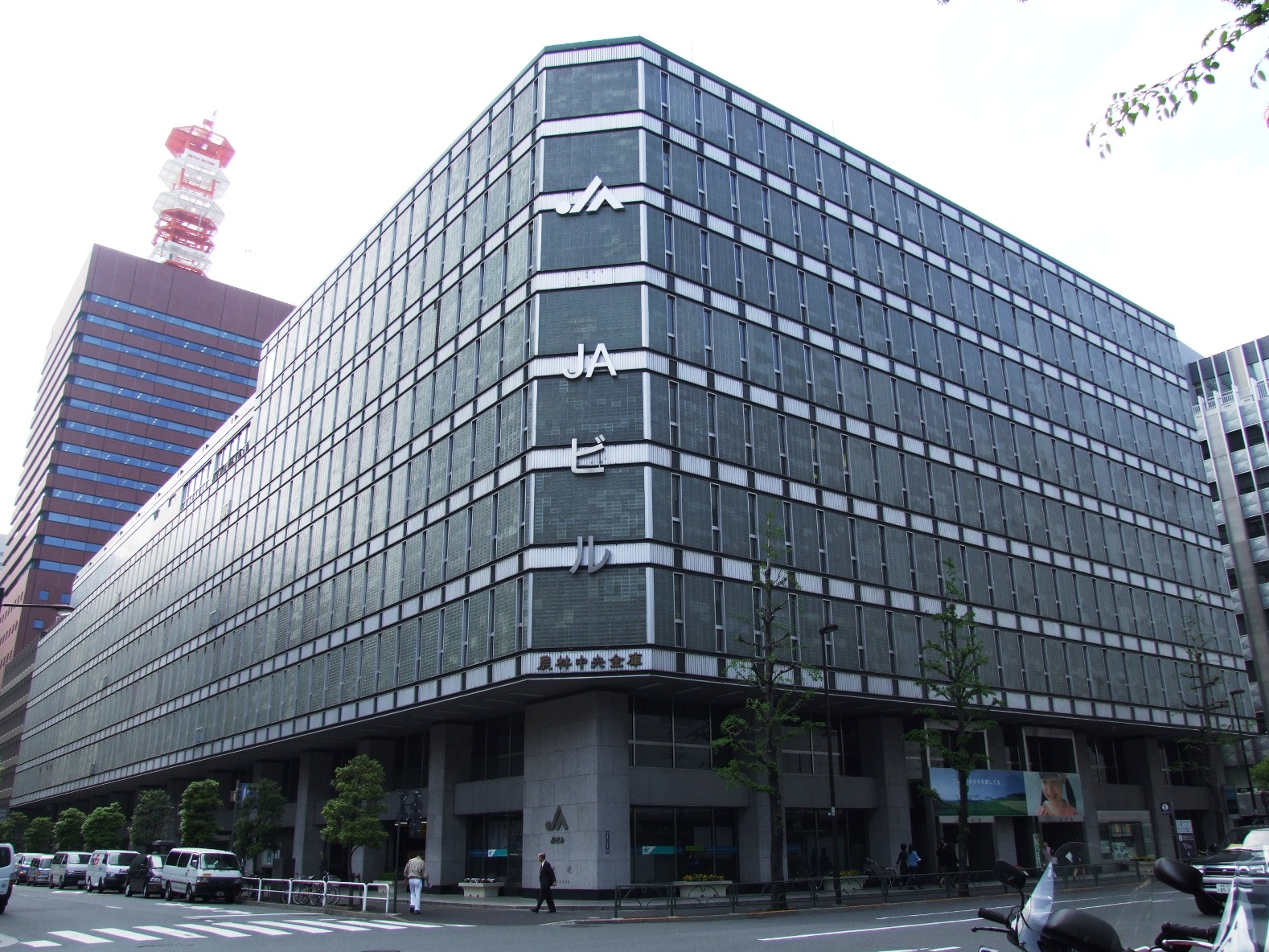
旧JAビル（現存せず）

一般社団法人全国農業協同組合中央会（ぜんこくのうぎょうきょうどうくみあいちゅうおうかい）は、日本のJAグループの独立的な総合指導機関である。JA全中と略す。

## 概要
各JA・連合会の総合指導、農業政策の取り組みなど、JAグループを通じて、日本の農業の推進を行っている。活動内容には、自由民主党の支持母体として政府に対する農業政策の立案・協議、農作物が台風など災害にあった際の対策協議や、JAグループの内部統制整備、組織整備、経営指導、農産物貿易交渉（WTOやEPA・FTA）に関する対応等、幅広い活動を行いつつ、農業を総合的にサポートするJAグループ全体の調整や戦略の策定を実施している。
組織は1954年（昭和29年）に設立。1955年（昭和30年）に前身組織の全国指導農業協同組合連合会に代わって国際協同組合同盟（ICA）に加盟した。
2014年6月、在日米国商工会議所は、アメリカの対日要求の一環として、2014年6月に全中を解体する意見書を提出した。
2015年（平成27年）の農協法改正により中央会に関する規定は廃止され、2019年（令和元年）9月30日付で一般社団法人に移行した。ただし、移行後も「中央会」の名称を引き続き使用する。削除された農業協同組合法第37条の2では、JA全中には信用事業に関する事業を行う農協及び農協連合会への会計監査権が明記されており、この権限によって全国の農協へ事実上の指導権を有する構図になっていた。全中は、国の要請により行政の代行的な組織として制度上位置づけられてきたが、このような役割は無くなり、旧農協法にあった行政庁への建議権も削除されている
この改正は全中の監査権行使が地域農協の経営を束縛しているといった建前で実施されたが、実際には、TPP反対運動の中心となった全中の弱体化を狙ったもので、アメリカのロビー団体の意向を受けたものと言われている
JAグループでは、日本人にとってのよい食をみんなで考える「みんなのよい食プロジェクト」に取り組んでおり、JA全中では、食や農に関わる情報を発信する多目的スペース「農業・農村ギャラリー（愛称：ミノーレ）」（JAビル4階）を運営している。また、「ごはん・お米とわたし作文・図画コンクール（農業協同組合・都道府県農業協同組合中央会共催）」を主催している。ほかにも、食料と農業に関するファクトブックを発行。食料供給の問題や、食に関連した情報を提供する。『月刊JA』という冊子も発行する。2013年12月号では、JA支店等を拠点としたJA地域くらし戦略の展開について特集した。
本部（JAビル）は、農業・貿易政策において意見を異にすることが多い日本経済団体連合会事務局（経団連会館、東隣）や、日本経済新聞東京本社（日経ビル、西隣）に隣接している。3棟は大手町地区連鎖型再開発の一環として同時に建設されたものであり、低層階（大手町カンファレンスセンター）において連結している。
2019年5月、ベンチャー企業や大学などと連携する拠点「AgVenture Lab」（アグベンチャーラボ）を開設した。